# Lunada
Lunada е единайсети студиен албум (и четиринадесети подред) на Талия, издаден през лятото на 2008 г.
С този албум Талия се завръща на музикалната сцена, след почти 3-годишно отсъствие. Подготовката за албума започва още, докато е бременна през 2007 г., а е записан през 2008 г. Самото заглавие на албума няма буквален превод на много езици, а на испански с тази дума се назовава „нощно парти на открито“. Самата Талия споделя, че по време на бременността си е изпитала желание да направи един типично летен албум и това е резултата.
За „Lunada“ Талия отново работи с известния латино продуцент Емилио Естефан (съпруг на Глория Естефан), с който са работили Шакира и Рики Мартин. Талия и съпругът ѝ са семейни приятели с Глория и Емилио Естефан, който вече е работил с нея по албумите „Amor A La Mexicana“ (1997 г.) и „Arrasando“ (2000 г.).
В албума са включени както бързи и енергични парчета, така и балади и песни в стил реге. Той включва и няколко кавъра, един от които е „Sera Porque Te Amo“ на известната Европейска група Рики е Повери.

## Песни
1. Ten paciencia
2. Sangre caliente
3. Será porque te amo
4. Con este amor
5. Bendita
6. Desolvidándote
7. Isla para dos
8. Insensible
9. Aventurero
10. Yo no sé vivir
11. Sólo se vive una vez

## Сингли
Ten Paciencia
Sera Porque Te Amo